# Future Perfect
Future Perfect é um álbum de estúdio da banda californiana Autolux , lançado em 26 de Outubro de 2004. "Future Perfect" é também o nome de uma música do mesmo grupo que foi gravada no primeiro EP de estúdio da banda (Demonstration, de 2001) e que ficou de fora do CD homônimo. Três das faixas do álbum ("Turnstyle Blues" ,"Angry Candy" e "Sugarless") já haviam sido lançadas em versões diferentes originalmente no mesmo EP, gravadas no estúdio de ensaio da banda. As gravações do álbum tiveram início em novembro de 2002 , mas sofreram atraso devido a questões de produção e mixagem, de modo que o disco só foi lançado em setembro de 2004.

## Faixas
1. "Turnstyle Blues" - 5:40
2. "Angry Candy" - 5:25
3. "Subzero Fun" - 4:36
4. "Sugarless" - 5:22
5. "Blanket" - 5:30
6. "Great Days For The Passenger Element" - 5:21
7. "Robots In The Garden" - 2:04
8. "Here Comes Everybody" - 6:00
9. "Asleep At The Trigger" - 5:25
10. "Plantlife" - 4:10
11. "Capital Kind Of Strain" - 5:38